# Neotoma nelsoni
Neotoma nelsoni је врста глодара из породице хрчкова (лат. Cricetidae). 

## Распрострањење
Мексико је једино познато природно станиште врсте.

## Станиште
Врста Neotoma nelsoni има станиште на копну.

## Угроженост
Ова врста је крајње угрожена и у великој опасности од изумирања.

### Популациони тренд
Популација ове врсте се смањује, судећи по расположивим подацима.